# Metasyleus tenuis
Metasyleus tenuis is een hooiwagen uit de familie Sclerosomatidae.